# ブレット・ロッシ
ブレット・ロッシ（Brett Rossi）として知られるスコッティン・ロス（旧姓ヒル; Scottine Ross née Hill、1989年5月21日 – ) は、アメリカ合衆国のポルノ女優。

## 来歴
出生名スコッティン・クリステン・ヒル（Scottine Christen Hill）としてカリフォルニア州フォンタナに生まれる。南カリフォルニアで母親と祖母に育てられた。祖母はモデル業界での経験があり、スコッティンの進路に影響を与えている。14歳のときに初めてランウェイモデルとしての契約を結んだ。
キャットウォークでキャリアを積んだ後、大学の学費を払うためブレット・ロッシの芸名を名乗りプレイボーイなどの男性誌やボディーアートのモデルに移行した。
2011年、ミス・ハワード・スターンTVとなり、ハワード・スターンのラジオ番組でインタビューを受けた。2012年、テイラー・ヴィクセン、エミリー・アディソンと共にアダルト制作会社「Twistys」と1年間の独占契約を結んだ。2012年2月、ペントハウス誌のペントハウス・ペットに選出された。
2013年5月、最も人気のあるアダルト映画制作会社の1つとの契約を更新せず、業界を去る決意をした。彼女の目標は本名に戻り、看護師としての勉強を修了し、ブレット・ロッシとしての過去を清算することであった。
2015年、ラジオのインタビュー中に女優としての復帰を表明した。翌年、ストーヤとケイデン・クロスの新会社「Trenchcoat X」と契約を結んだ。
彼女は全キャリア中で、400以上のレズビアンシーンを撮影し、2017年には、Deviant Entertainmentの『Brett Rossi's Girl Crushed 2』で監督デビューを果たした。
2018年9月、ヴィクセン・スタジオウェブサイトの「ヴィクセン・エンジェル・オブ・ザ・マンス」に選ばれた

## 私生活
ロッシはジョナサン・ロスと結婚していたが、ジョナサン・ロスは2013年7月18日にロッシとの離婚を申請し、2014年4月に離婚が成立した。
2013年11月から2014年10月まで俳優のチャーリー・シーンと交際。2014年初めにはスコッティン・シーンに改名している。2014年2月に婚約を発表し、同年後半に結婚式を予定していたが、10月には婚約を解消した。1ヵ月後、ロッシが薬物の過剰摂取のために入院したことが明らかにされた。2015年、ロッシはシーンがHIV陽性であることを公表した後、「暴行や殴打、精神的苦痛、不当な束縛、不注意による過失」など様々な申し立てでシーンを訴えた。

## 出演作の一部
- 2010: Glamour solos 1
- 2011: Dani Daniels' the Yoga Instructor
- 2011: Celeste Star's the Teen Hunter
- 2012: We Live Together 23
- 2012: We Live Together 24
- 2012: Mother-Daughter Exchange Club 22
- 2012: Molly's Life 19
- 2012: Me and My Girlfriend 1
- 2012: Me and My Girlfriend 3
- 2013: Me and My Girlfriend 5
- 2014: Women Seeking Women 102
- 2014: We Live Together 31
- 2014: We Live Together 32
- 2014: Me and My Girlfriend 6
- 2015: Hot Lesbian Love 6
- 2015: Sapphic Sensation 4
- 2016: Brett Rossi Experience
- 2016: Dani Daniels Is Delicious
- 2017: Women Seeking Women 138
- 2018: Women Seeking Women 161

## ノミネーション
| 年   | 賞           | 結果       | 部門                             | 作品                                                                    | 脚注   |
| ---- | ------------ | ---------- | -------------------------------- | ----------------------------------------------------------------------- | ------ |

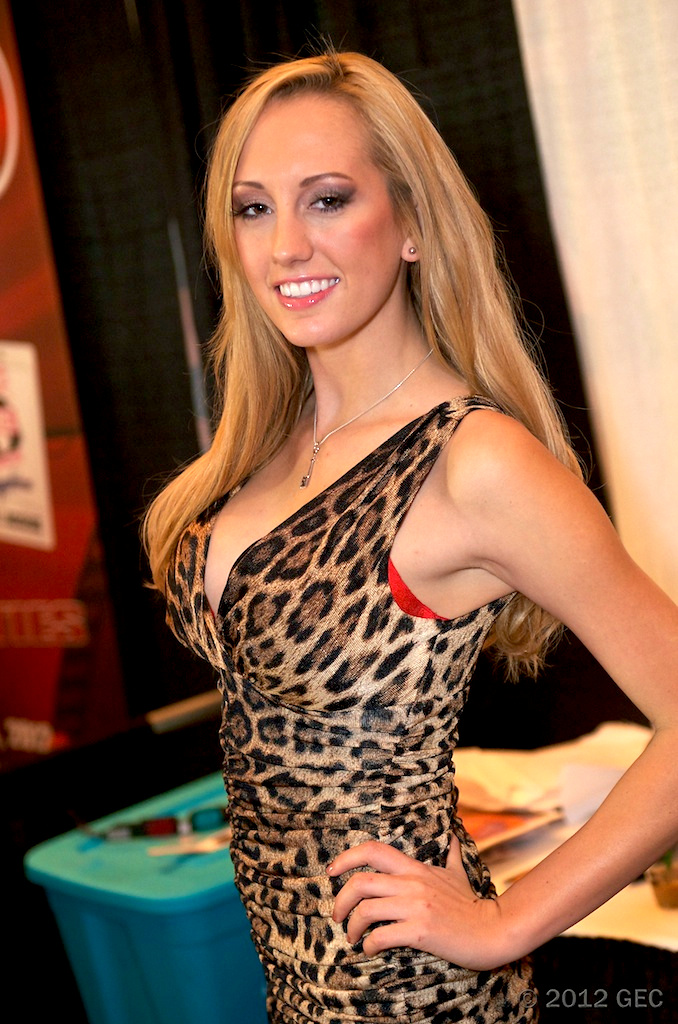
2012年1月21日、AEEにて

| 2013 | AVNアワード  | ノミネート | Best Girl/Girl Sex Scene         | An American Werewolf in London XXX Porn Parody, Nice Shoes, Wanna Fuck? | [ 24 ] |
| 2013 | XBIZアワード | ノミネート | Best Scene - All-Girl            | Nice Shoes, Wanna Fuck?                                                 | [ 25 ] |
| 2014 | AVNアワード  | ノミネート | Best Girl/Girl Sex Scene         | Girl Squared                                                            | [ 26 ] |
| 2014 | XBIZアワード | ノミネート | Girl/Girl Performer of the Year  | N/A                                                                     | [ 27 ] |
| 2014 | XBIZアワード | ノミネート | Best Scene - All-Girl            | Neighbor Affair 17                                                      | [ 27 ] |
| 2017 | XBIZアワード | ノミネート | Crossover Star of the Year       | N/A                                                                     | [ 28 ] |
| 2017 | XBIZアワード | ノミネート | Performer Showcase of the Year   | Brett Rossi Is Delicious                                                | [ 28 ] |
| 2017 | AVNアワード  | ノミネート | Best Oral Sex Scene              | Brett Rossi Is Delicious                                                | [ 29 ] |
| 2017 | AVNアワード  | ノミネート | Best Star Showcase               | Brett Rossi Is Delicious                                                | [ 29 ] |
| 2017 | AVNアワード  | ノミネート | Best Three-Way Sex Scene - B/B/G | Brett Rossi Is Delicious                                                | [ 29 ] |